# Стара Дренчина
Стара Дренчина (хорв. Stara Drenčina) — населений пункт у Хорватії, в Сисацько-Мославинській жупанії у складі міста Сисак.

## Населення
Населення за даними перепису 2011 року становило 226 осіб.
Динаміка чисельності населення поселення:

## Клімат
Середня річна температура становить 11,03 °C, середня максимальна – 25,44 °C, а середня мінімальна – -5,92 °C. Середня річна кількість опадів – 922 мм.
| Клімат поселення                              | Клімат поселення | Клімат поселення | Клімат поселення | Клімат поселення | Клімат поселення | Клімат поселення | Клімат поселення | Клімат поселення | Клімат поселення | Клімат поселення | Клімат поселення | Клімат поселення | Клімат поселення |
| Показник                                      | Січ.             | Лют.             | Бер.             | Квіт.            | Трав.            | Черв.            | Лип.             | Серп.            | Вер.             | Жовт.            | Лист.            | Груд.            |                  |
| Середній максимум, °C                         | 6,63             | 8,61             | 13,14            | 17,58            | 22,40            | 25,44            | 24,64            | 23,86            | 20,17            | 15,03            | 9,75             | 5,38             |                  |
| Середня температура, °C                       | 0,36             | 2,34             | 6,88             | 11,32            | 16,12            | 19,18            | 20,87            | 20,08            | 16,39            | 11,26            | 5,98             | 1,60             |                  |
| Середній мінімум, °C                          | −5,92            | −3,94            | 0,62             | 5,05             | 9,87             | 12,90            | 17,10            | 16,31            | 12,62            | 7,48             | 2,20             | −2,16            |                  |
| Норма опадів, мм                              | 56               | 54               | 62               | 74               | 81               | 92               | 82               | 86               | 85               | 87               | 92               | 71               |                  |
| Середньомісячна швидкість вітру, м/с          | 1.79             | 1.96             | 2.39             | 2.21             | 2.07             | 1.90             | 1.84             | 1.70             | 1.70             | 1.72             | 1.80             | 1.80             |                  |
| Середньомісячна сонячна радіація, кДж/м²·день | 4230             | 7005             | 10700            | 15180            | 19392            | 21482            | 22517            | 19583            | 14428            | 8928             | 4703             | 3453             |                  |
| --------------------------------------------- | ---------------- | ---------------- | ---------------- | ---------------- | ---------------- | ---------------- | ---------------- | ---------------- | ---------------- | ---------------- | ---------------- | ---------------- | ---------------- |
| Джерело:                                      |                  |                  |                  |                  |                  |                  |                  |                  |                  |                  |                  |                  |                  |